# Kolejowa Oficyna Wydawnicza

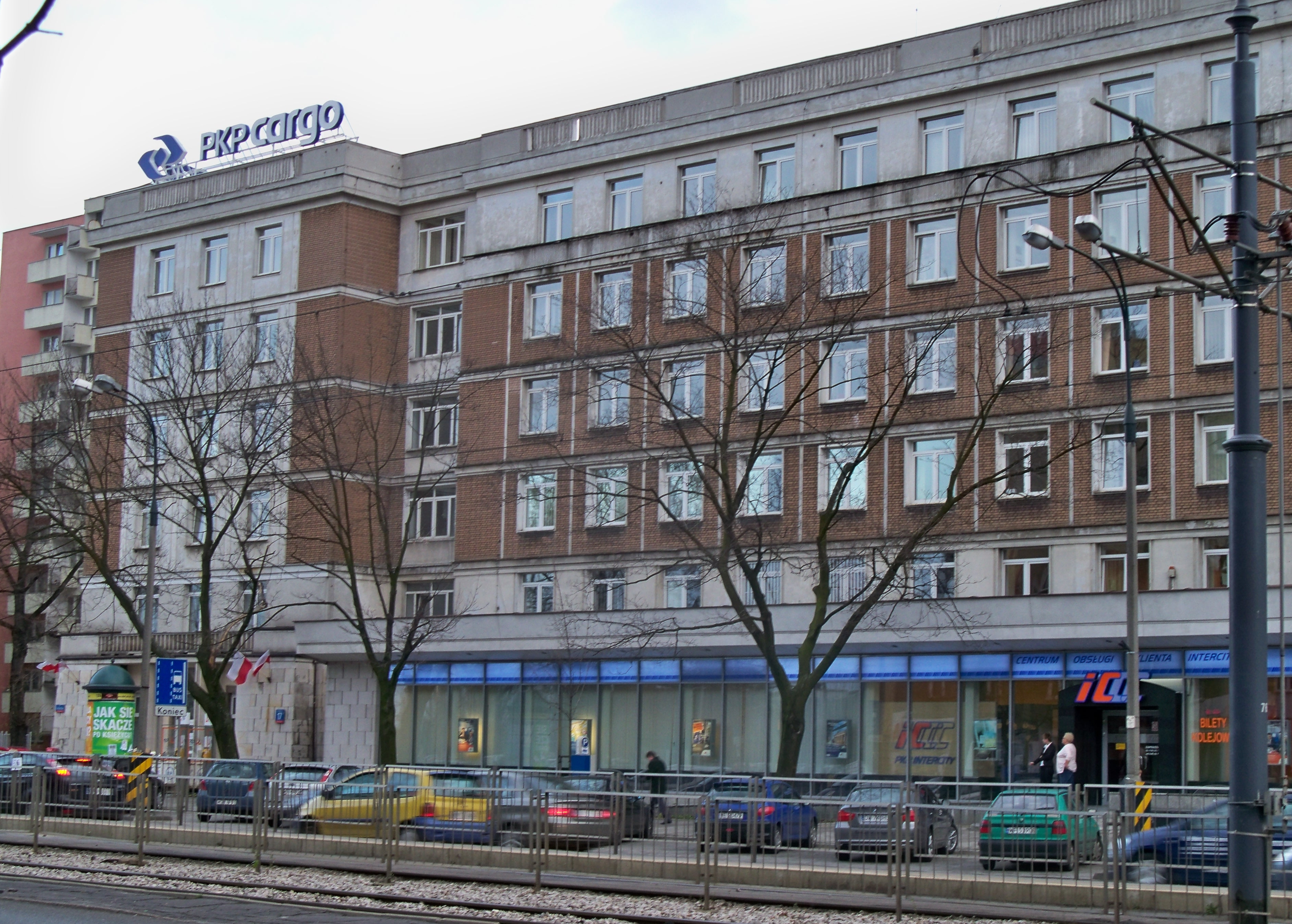
Była siedziba spółki przy ul. Grójeckiej (1992–2004)

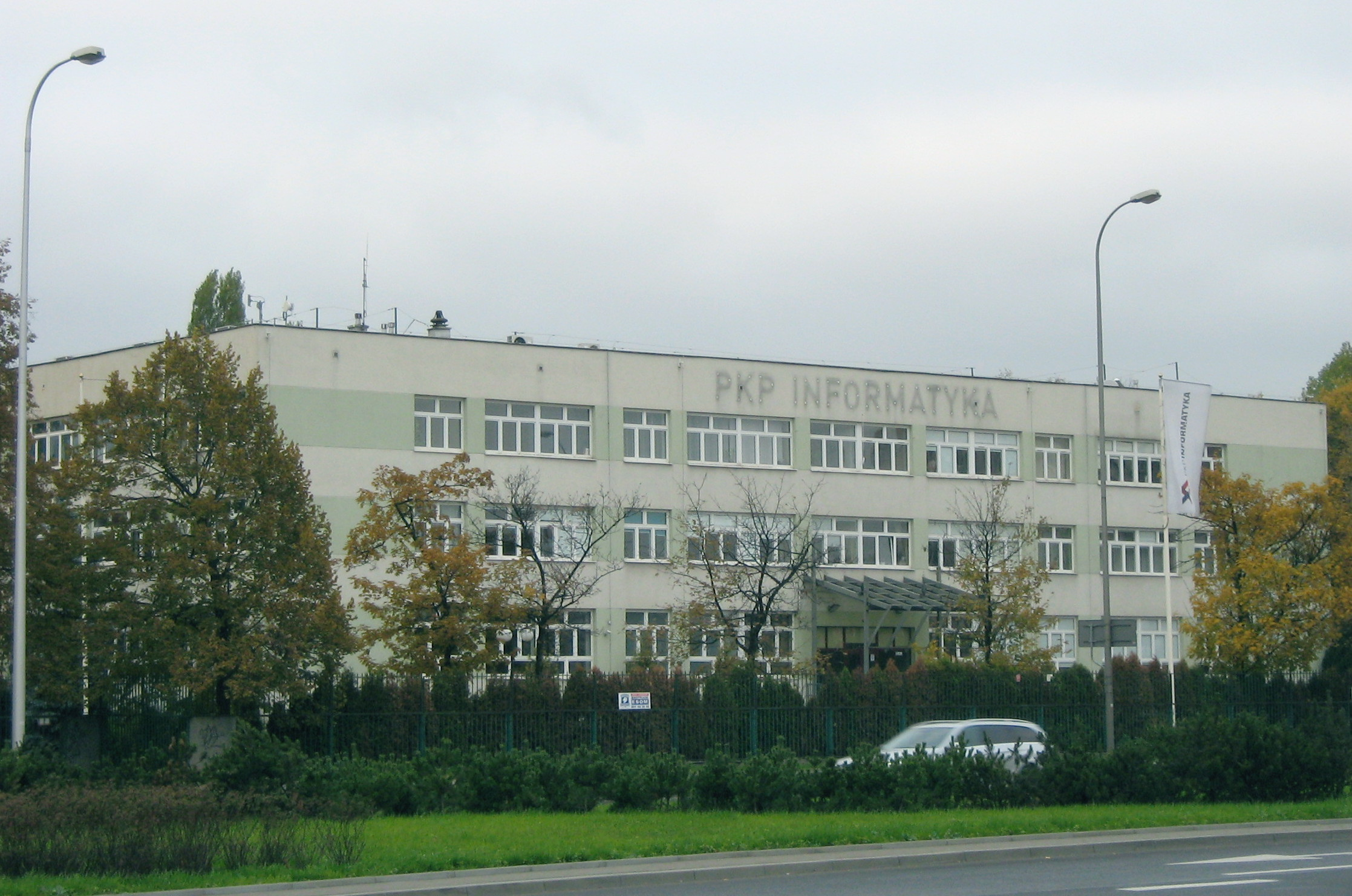
Była siedziba spółki w Al. Jerozolimskich 140 (2011–2014)

KOW media&marketing Sp. z o.o. – wydawnictwo, powstałe w 1992 pod nazwą Kolejowa Oficyna Wydawnicza, dzięki formalnemu wydzieleniu przez komercjalizację z grupy spółek Polskich Kolei Państwowych.

## Prezesi
- 1992-? – Aldona Kubicka
- Zbigniew Bielicki
- 2002-2006 – Piotr Podsiadło
- 2006-2009 – Jan Remiszewski
- 2009 – dr Piotr Witold Polański
- 2009-2015 – Dariusz Kostrzębski
- od 2015 – Stepan Kostko

## Udziałowcy
- Stepan Kostko – od 2015 (prawie 100%)

## Siedziba
Zarząd spółki mieścił się kolejno przy ul. Grójeckiej 17 (1992–2004), ul. Chmielnej 73a (2004–2011) i Al. Jerozolimskich 140 (2011–2014). Od 2014 KOW ma swoją siedzibę w Al. Jerozolimskich 101.